# Mũi
Về mặt giải phẫu, mũi là một phần lồi ở động vật có xương sống, nơi chứa lỗ mũi, nơi cho không khí đi vào và ra qua hệ vỏ bọc, thông với miệng. Sau mũi là cơ quan khứu giác và xoang. Sau hốc mũi, không khí sẽ tiếp tục qua hầu, một phần đi qua hệ tiêu hóa, và sau đó vào phần còn lại của hệ hô hấp. Ở người, mũi nằm giữa khuôn mặt; ở phần lớn động vật có vú, nó nằm trên mõm. Ở một số động vật như voi, mũi còn có nhiều chức năng khác.

## Điều hòa không khí

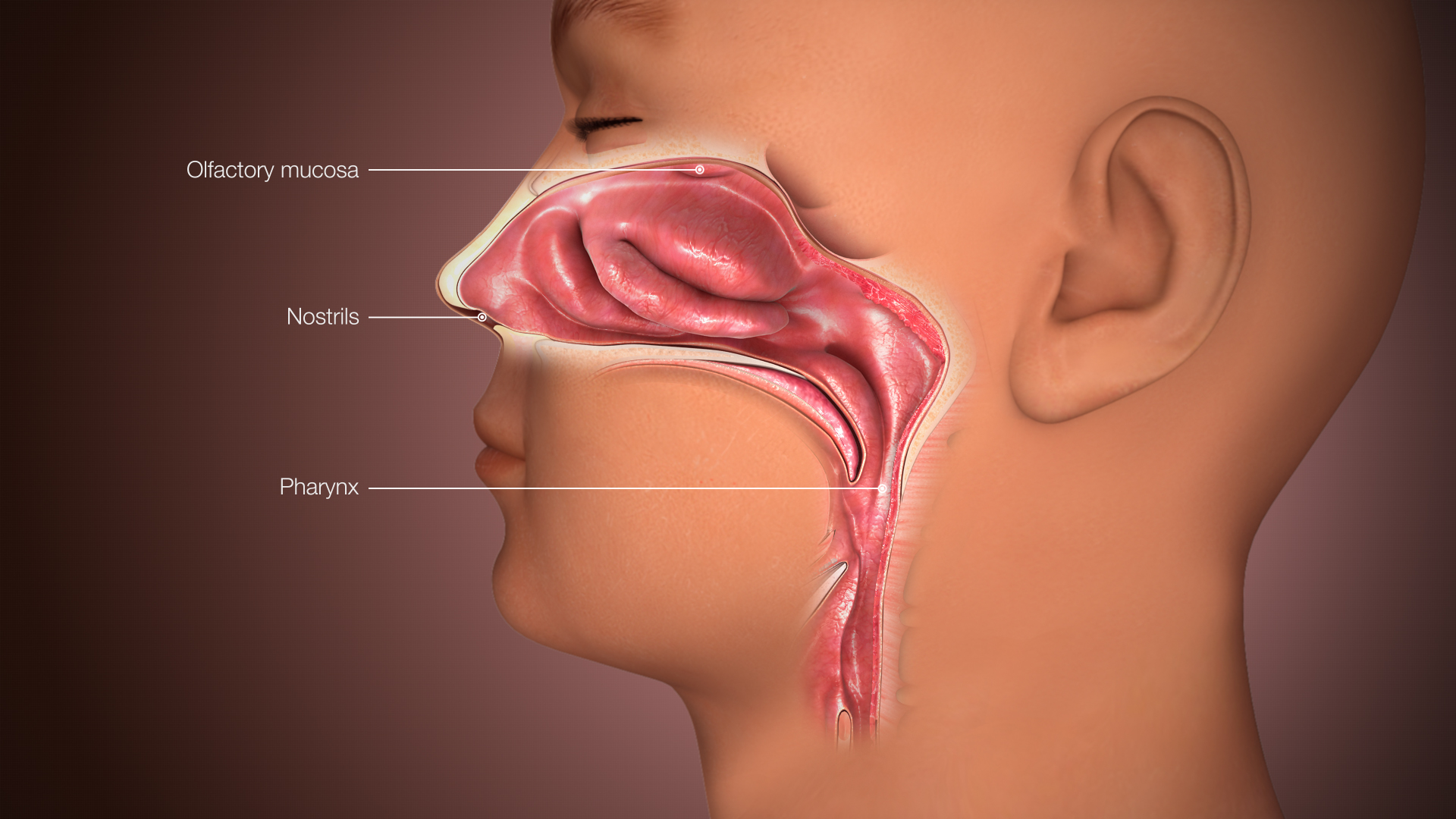
Hoạt hình y tế 3D tĩnh mô tả mũi người

Hoạt động như giao diện đầu tiên giữa môi trường bên ngoài và phổi bên trong của động vật, mũi điều hòa không khí đến, vừa là chức năng điều chỉnh nhiệt và lọc trong quá trình hô hấp, vừa cho phép nhận biết cảm giác về mùi.
Lông mũi bên trong lỗ mũi lọc không khí đến, như một tuyến phòng thủ đầu tiên chống lại các hạt bụi, khói và các vật cản tiềm năng khác có thể ức chế hô hấp và như một loại bộ lọc chống lại bệnh tật trong không khí. Ngoài hoạt động như một bộ lọc, chất nhầy được tạo ra trong mũi còn bổ sung cho nỗ lực duy trì nhiệt độ của cơ thể, cũng như đóng góp độ ẩm cho các thành phần không thể thiếu của hệ hô hấp. Cấu trúc mao mạch của mũi làm ấm và làm ẩm không khí đi vào cơ thể; sau đó, vai trò này trong việc duy trì độ ẩm cho phép các điều kiện để phế nang trao đổi O2 với CO 2 (nghĩa là hô hấp) trong phổi. Trong quá trình thở ra, các mao mạch sau đó hỗ trợ phục hồi một số độ ẩm, chủ yếu là chức năng điều chỉnh nhiệt một lần nữa.
Mũi là một phần của hệ thống hô hấp: hít vào oxy và thải ra carbon dioxide. Hoạt động như một tác nhân trung gian giữa cơ thể và thế giới bên ngoài, mũi và các cấu trúc liên quan thường xuyên thực hiện các chức năng bổ sung có liên quan với điều hòa không khí vào (ví dụ, làm nóng lên và/hoặc làm ẩm không khí, chủ yếu là thu hồi độ ẩm từ không khí trước khi nó được thở ra (thực hiện hiệu quả nhất ở mũi những con lạc đà). Mũi thường có lông bên trong với chức năng là để ngăn chặn các hạt không mong muốn xâm nhập vào phổi.

## Định hướng
Mũi ướt của chó rất có ích cho sự định hướng. Các thụ thể nhạy cảm với nhiệt độ lạnh dưới da phát hiện chỗ nào trên mũi được làm mát nhất và đây là hướng của một mùi đặc biệt mà chó đã nhận biết từ trước đó.

## Cấu trúc mũi các động vật hít thở không khí

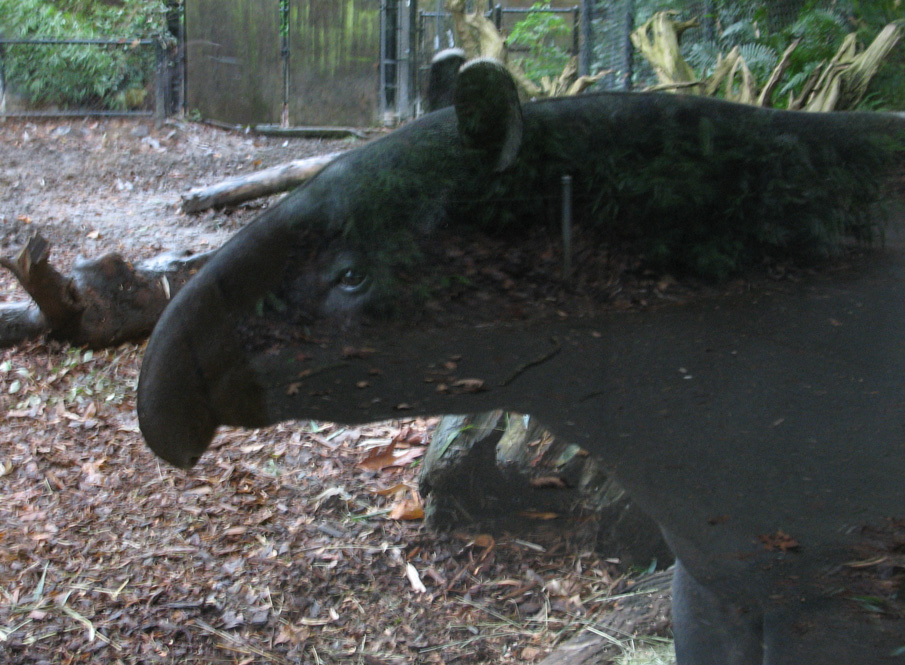
Mũi heo vòi

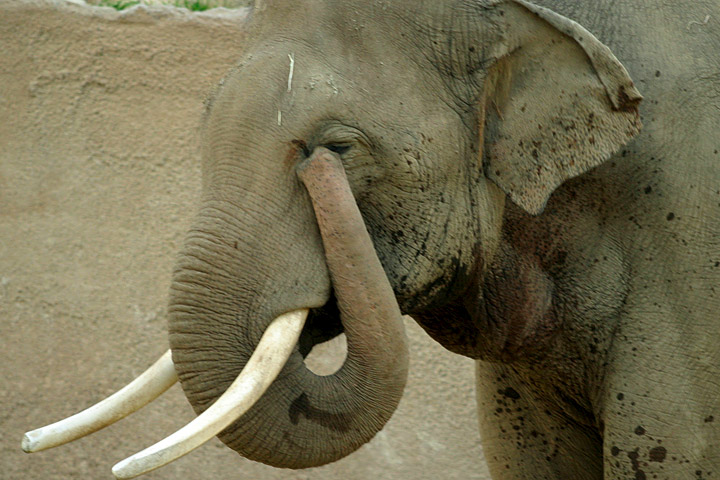
Mũi (vòi) voi

Trong các loài lưỡng cư và cá phổi, lỗ mũi mở rộng thành những túi nhỏ, lần lượt, mở vào hướng phía trước của miệng qua cánh mũi. Những túi có chứa một lượng nhỏ các tế bào biểu mô khứu giác, trong đó, trong trường hợp của giun đất lưỡng cư, còn chứa một số xúc tu. Mặc dù có sự tương đồng trong cơ cấu đối với động vật lưỡng cư, hai lỗ mũi của loài cá phổi không được sử dụng trong hô hấp vì chúng thở bằng miệng. Động vật lưỡng cư cũng có một cơ quan vomeronasal, sát với biểu mô khứu giác, nhưng, không giống như những động vật có màng ối, mũi của chúng thường là một túi đơn giản, ngoại trừ với kỳ nhông, cơ quan này có rất ít kết nối với phần còn lại của hệ thống mũi.
Trong các loài bò sát, ngăn mũi nói chung là lớn hơn, với cánh mũi được đặt cách xa trong vòm miệng. Ở loài cá sấu, ngăn mũi rất dài, giúp nó thở trong khi chìm một phần trong nước. Khoang mũi bò sát được chia thành ba phần: một ngăn trước, buồng khứu giác chính, và một vòm mũi họng phía sau. Buồng khứu giác được lót bởi biểu mô khứu giác tại bề mặt trên của nó và sở hữu một số hốc mũi để tăng diện tích cảm quan. Các cơ quan vomeronasal đang rất phát triển ở loài thằn lằn và rắn, trong đó nó không kết nối với khoang mũi mà mở trực tiếp vào vòm miệng. Cơ quan này ở rùa thì nhỏ hơn, trong đó nó vẫn giữ kết nối mũi ban đầu của nó, còn ở cá sấu trưởng thành thì cơ quan này đã biến mất.
Chim có mũi giống như loài bò sát, với lỗ mũi được đặt ở phần trên phía sau của mỏ chim. Vì chim thường ít có cảm giác mùi, hốc mũi cảm nhận mùi nhỏ, mặc dù nó chứa ba ngăn và đôi khi có một cấu trúc phức tạp tương tự như của động vật có vú. Ở nhiều loài chim, bao gồm chim bồ câu và gia cầm, lỗ mũi được bao phủ bởi một lá chắn bảo vệ bằng sừng. Các cơ quan vomeronasal của chim hoặc là kém phát triển hoặc hoàn toàn vắng mặt, tùy thuộc vào loài cụ thể.
Các lỗ mũi ở động vật có vú đều hợp nhất thành một. Trong hầu hết các loài mũi có kích thước rất lớn, thường chiếm tới một nửa chiều dài của hộp sọ. Tuy nhiên trong một vài nhóm, bao gồm cả động vật linh trưởng, dơi, và các loài thú biển, mũi đã được giảm thiểu, do vậy những động vật đó có cảm nhận mùi hạn chế. Khoang mũi của động vật có vú đã được mở rộng một phần, bởi sự phát triển vòm miệng cắt đứt toàn bộ bề mặt phía trên của khoang miệng ban đầu, sau đó trở thành một phần của mũi, để lại vòm họng như khung che mới của miệng. Khoang mũi to chứa hốc mũi phức tạp tạo thành hình dạng cuộn xoắn hình giúp làm ấm không khí trước khi nó vào đến phổi. Các khoang còn mở rộng vào xương sọ ở lân cận, hình thành các khoang không khí bổ sung được gọi là các xoang cạnh mũi.
Trong các loài thú biển, mũi đã được giảm xuống một bên lỗ mũi, và đã chuyển dịch đến đỉnh đầu, tạo ra một hình dạng cơ thể hợp lý hơn và khả năng thở trong khi hầu hết cơ thể ngập trong nước. Ngược lại, mũi của con voi đã xây dựng thành một, cơ quan có cơ bắp và kéo dài được gọi là vòi.
Các cơ quan vomeronasal của động vật có vú nói chung là tương tự như của loài bò sát. Trong hầu hết các loài, nó nằm trong sàn của khoang mũi, và mở ra vào miệng qua hai ống dẫn nasopalatine chạy qua vòm họng, nhưng nó sẽ mở trực tiếp vào mũi ở nhiều động vật gặm nhấm. Tuy nhiên, cơ quan này bị thoái hóa ở loài dơi và ở nhiều loài linh trưởng, kể cả con người.

## Mũi cá
Cá có khứu giác tương đối tốt. Không giống như động vật 4 chân, mũi cá không có kết nối với miệng, cũng không có bất kỳ vai trò nào trong hô hấp. Thay vào đó, nó thường bao gồm một cặp túi nhỏ nằm phía sau lỗ mũi ở phía trước hoặc hai bên đầu. Trong nhiều trường hợp, mỗi lỗ mũi được chia thành hai bởi một nếp gấp da, cho phép nước chảy vào mũi qua một bên và qua bên kia.
Các túi được lót bởi các biểu mô khứu giác, và thường bao gồm một loạt các nếp gấp bên trong để tăng diện tích bề mặt. Trong một số teleosts, các túi rẽ nhánh tạo thêm nhiều hốc xoang, trong khi ở cá vây tay, chúng tạo thành một loạt các ống nhỏ. Không giống như các động vật bốn chân, biểu mô mũi của loài cá này không bao gồm bất kỳ tế bào tiết ra chất nhầy, vì mũi nó là ẩm một cách tự nhiên.
Trong các động vật có xương sống nguyên thủy nhất, cá mút đá và hagfish, chúng chỉ có một lỗ mũi và túi khứu giác. Lỗ mũi của chúng cũng nối trực tiếp vào tuyến yên. Đây không phải nhất thiết là một đặc điểm nguyên thủy, nhưng một trong số đặc điểm trên có thể phát sinh sau này trong quá trình tiến hóa của các nhóm cụ thể. Ví dụ, các heterostracans hóa thạch đã kết hợp hai lỗ mũi, và đây cũng là một nhóm động vật có xương rất sớm.